# Tâm lý học nhận thức
Tâm lý học nhận thức là nghiên cứu khoa học về các quá trình tinh thần như " chú ý, việc sử dụng ngôn ngữ, trí nhớ, nhận thức, giải quyết vấn đề, sáng tạo và tư duy ". Phần lớn các tác phẩm xuất phát từ tâm lý học nhận thức đã được tích hợp vào nhiều ngành hiện đại khác như Khoa học nhận thức và nghiên cứu tâm lý học, bao gồm tâm lý học giáo dục, tâm lý học xã hội, tâm lý học nhân cách, tâm lý học bất thường, tâm lý học phát triển, ngôn ngữ học và kinh tế học.

## Lịch sử
Về mặt triết học, những suy ngẫm về tâm trí con người và các quá trình của nó đã có từ thời Hy Lạp cổ đại. Vào năm 387 TCN, Plato đã gợi ý rằng bộ não là nơi chứa các quá trình tinh thần. Năm 1637, René Descartes đã khẳng định rằng con người được sinh ra với những ý tưởng bẩm sinh, và đã chuyển tiếp ý tưởng về thuyết nhị nguyên thân - tâm, được gọi là thuyết nhị nguyên chất (về cơ bản là ý tưởng rằng trí tuệ và cơ thể là hai chất riêng biệt). Từ thời điểm đó, các cuộc tranh luận lớn xảy ra trong suốt thế kỷ 19 liên quan đến việc liệu suy nghĩ của con người chỉ mang tính kinh nghiệm (chủ nghĩa kinh nghiệm) hay bao gồm kiến thức bẩm sinh (chủ nghĩa tự nhiên). Một số trong những người tham gia vào cuộc tranh luận này bao gồm George Berkeley và John Locke đứng về phía chủ nghĩa kinh nghiệm và Immanuel Kant đứng về phía chủ nghĩa tự nhiên.
Với các cuộc tranh luận triết học vẫn đang tiếp diễn, từ giữa đến cuối thế kỷ 19 là thời điểm quan trọng trong sự phát triển của tâm lý học như một môn khoa học. Hai khám phá mà sau này đóng vai trò quan trọng trong tâm lý học nhận thức là phát hiện của Paul Broca về vùng não chịu trách nhiệm chính trong việc sản xuất ngôn ngữ, và khám phá của Carl Wernicke về một lĩnh vực được cho là chủ yếu để hiểu ngôn ngữ. Cả hai khu vực này sau đó được đặt tên chính thức cho những người sáng lập và làm gián đoạn quá trình sản xuất hoặc hiểu ngôn ngữ của một cá nhân do chấn thương hoặc dị tật ở những khu vực này thường được gọi là chứng mất ngôn ngữ của Broca và chứng mất ngôn ngữ của Wernicke.
Từ những năm 1920 đến những năm 1950, cách tiếp cận chính đối với tâm lý học là chủ nghĩa hành vi. Ban đầu, các tín đồ của nó đã xem các sự kiện tinh thần như suy nghĩ, ý tưởng, sự chú ý và ý thức là không thể quan sát được, do đó nằm ngoài lãnh vực của một khoa học tâm lý học. Một người tiên phong của tâm lý học nhận thức, người đã làm việc bên ngoài ranh giới (cả trí tuệ và địa lý) của chủ nghĩa hành vi là Jean Piaget. Từ năm 1926 đến những năm 1950 và đến những năm 1980, ông đã nghiên cứu những suy nghĩ, ngôn ngữ và trí thông minh của trẻ em và người lớn.